# 高藤丈也
高藤 丈也（たかふじ たけや、Takeya Takafuji、1965年 - ）は、日本の実業家で、元モバイルマーケティングソリューション協議会理事長。元マルチメディア放送ビジネスフォーラム幹事。IMJモバイル創業者兼シニア・パートナー。明治学院大学経済学部卒業。東京都出身。

## 経歴
- 1965年、東京生まれ。
- 1988年、明治学院大学経済学部経済学科を卒業後、大手総合広告代理店に就職。ラジオ・テレビ局テレビ担当として9年間勤務。1994年に関西支社に転勤になり兵庫県西宮市に住む。翌年阪神・淡路大震災に被災する。震災で被害を受けた神戸をインターネットで復興していく震災復興プロジェクトに参画。インターネット上に「神戸グルメ街」を構築。
- 1995年、阪神大震災に被災。株式会社インターネット神戸創業、神戸元町でインターネットカフェを開設。
- 1996年、株式会社インターネット神戸創業、神戸元町でインターネットカフェ開設。阪神大震災で被害を受けた神戸をインターネットを使い復興するIPAのプロジェクトに参画し、日本初本格的グルメ情報サイト「神戸グルメタウン」を開始。
- 1998年、男女の出会いグッズ「ラブゲティ（Lovegety）」を企画、開発、製造、販売。発売後わずか半年で133万個を販売し、日本のみらず世界中から注目されギネスブックに「男女の携帯出会いツールを世界で一番売った男」として紹介される。日本版ブルートゥースと呼ばれ、W3Cでも取り上げられ、日本で「インターネットの父」と呼ばれる慶應義塾大学村井純教授の授業の題材として取り上がられる。
- 2000年、株式会社ユニークメディア（現株式会社IMJモバイル）を創業し、代表取締役に就任。
- 2004年、モバイル マーケティング カンファレンス2004にて「携帯サイト調査診断ソリューション」を発表
- 2005年、デジタルラジオ放送波を使った研究会、マルチメディア放送ビジネスフォーラム幹事就任。デジタルラジオ番組を視聴・聴取する、または視聴・聴取したユーザーのマーケティングデータを取得活用するためのワーキンググループのリーダーとして活動をしている。モバイル マーケティング カンファレンス2005にて「携帯非接触ソリューション」を発表
- 2006年、株式会社IMJモバイル取締役、現在シニア・パートナー
- 2006年、モバイル マーケティング カンファレンス2006にて「携帯バイラルマーケティング」を発表
- 2006年、モバイルマーケティングソリューション協議会理事長に就任。
- 2006年、株式会社ユニークラボ　代表取締役
- 2007年、Mobile Marketing Conference 2007 in Paris で基調講演を行う
- 2007年、株式会社スタイリスト　代表取締役
- 2008年、デジタルハリウッド大学院で杉山知之学長「デジタルコンテンツ産業概論」にて、ゲスト講師として講義を行う。
- 2008年、明治学院大学 社会学部 新入生歓迎記念講演を行う
- 2008年、クイズに正解するとお米を寄付するWEBサイトHappy Riceの運営母体特定非営利活動法人ラブ ザ ワールド コミュニケーションズ発起人、理事

Happy Riceは、国際連合世界食糧計画（WFP）の「地球のハラペコを救え。」キャンペーンを通じて、世界の飢餓に瀕する人々に米を寄付するWEBサイト。
- 2009年、モバイルマーケティングソリューション協議会理事に就任。
- 2009年、マルチメディア放送ビジネスフォーラム幹事就任。
- 2013年、株式会社ユニークラボ 創業。 株式会社トレンドライフ 取締役。 特定非営利活動法人ラブ ザ ワールド コミュニケーションズ副理事他、IT会社の役員、監査役を務めている。
- 2015年、香港、ＡＳＥＡＮを拠点とし企業再生等を手掛ける。